# Bruzdniczek największy

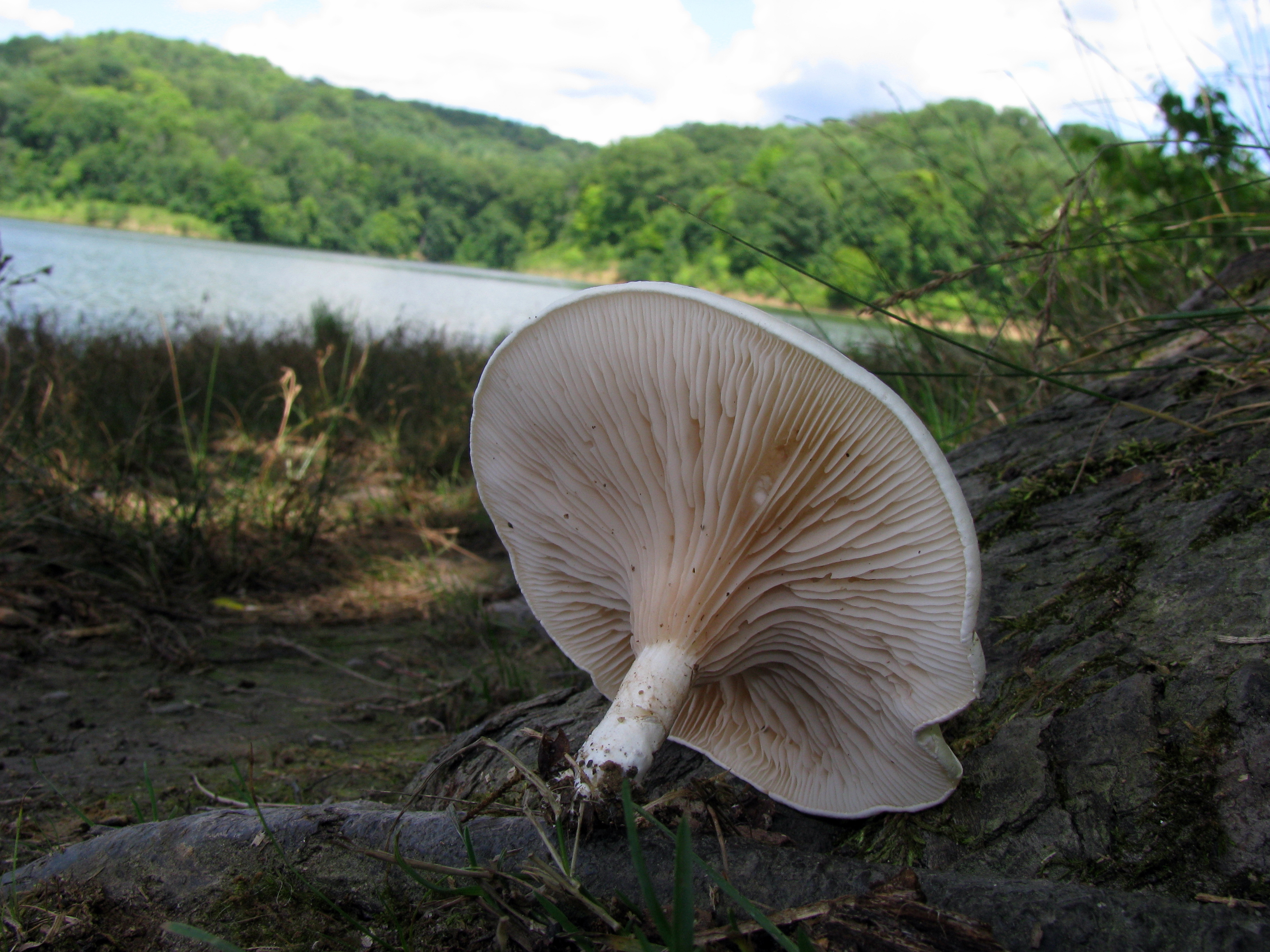
Silnie zbiegające blaszki

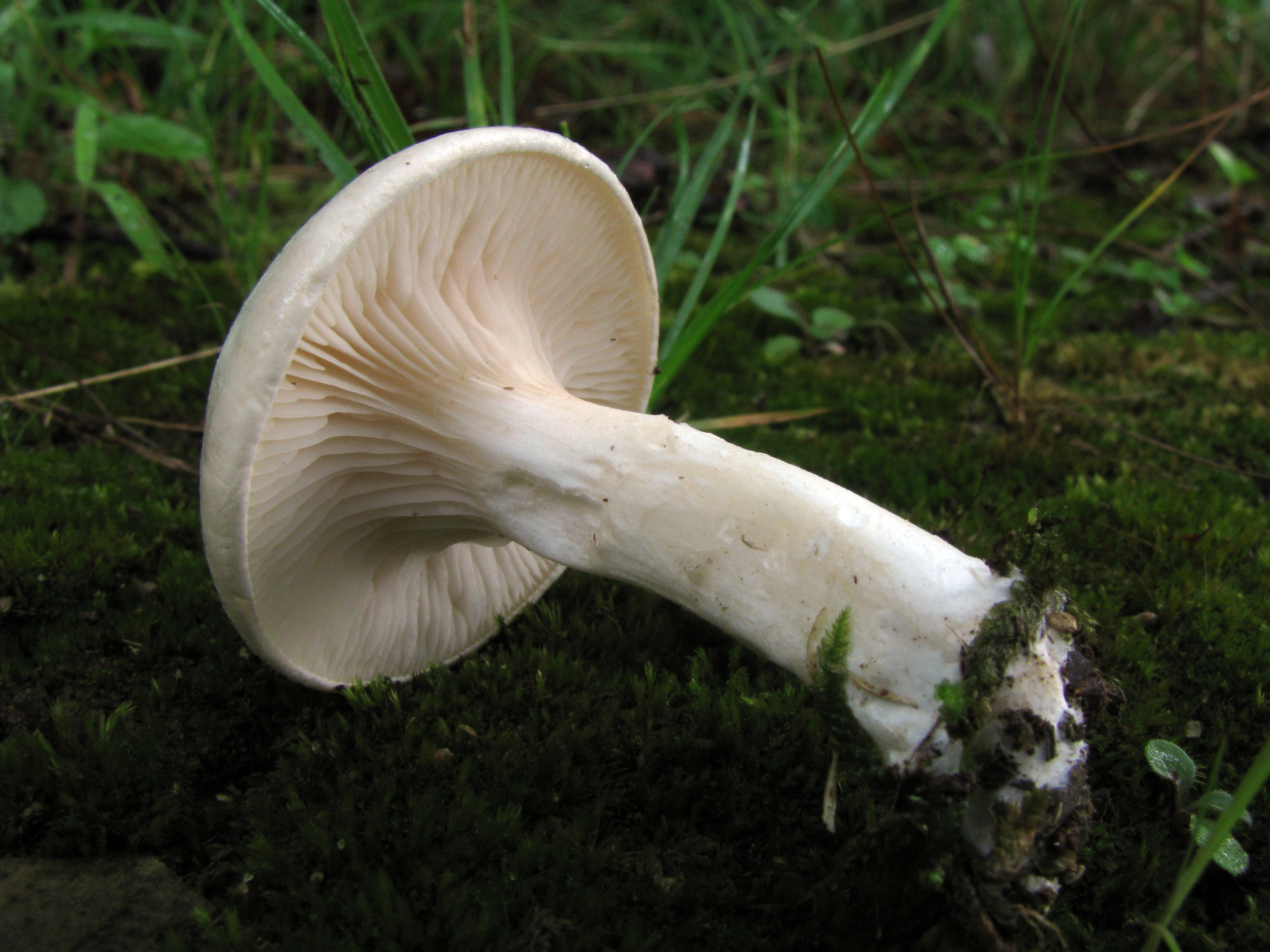

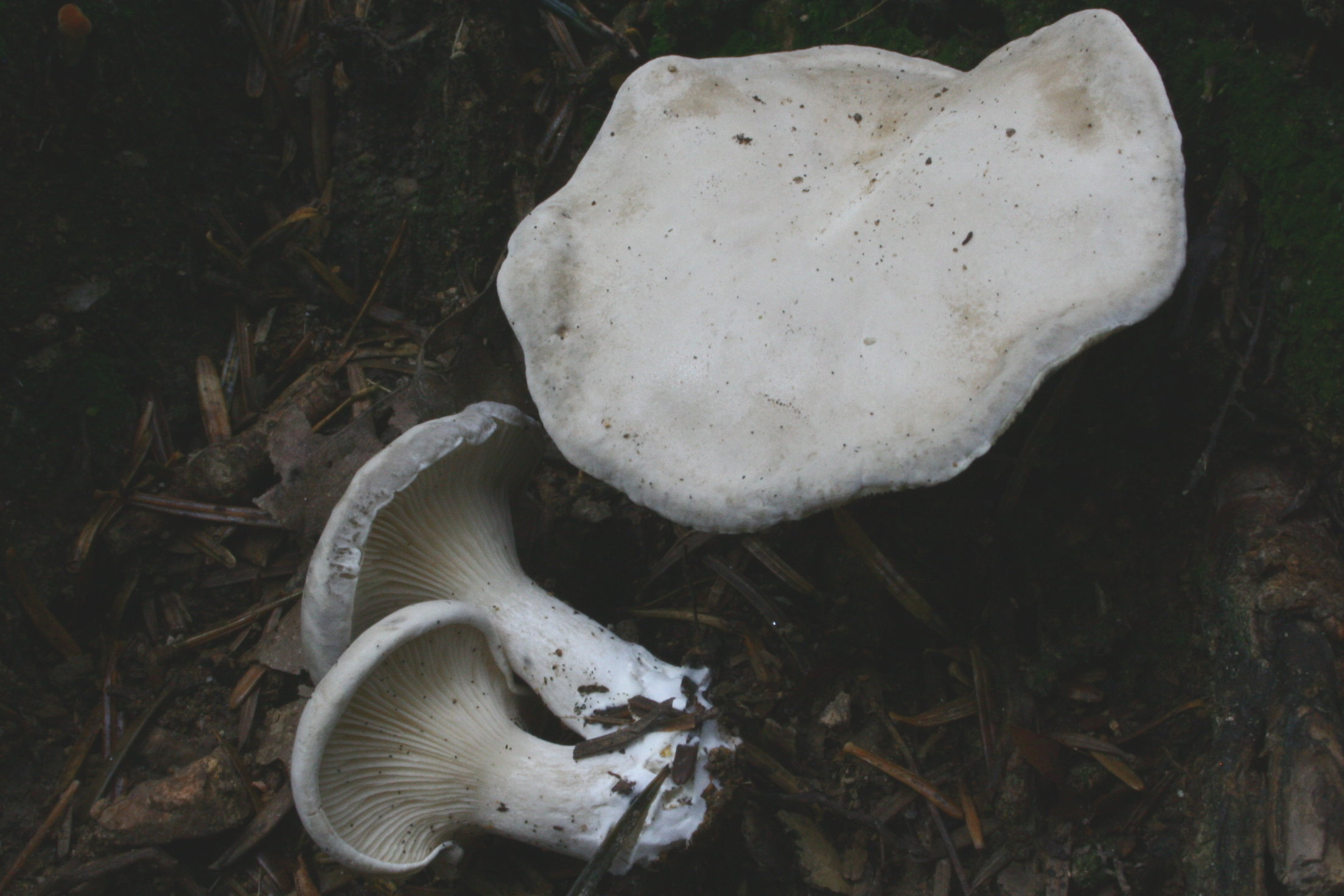

Bruzdniczek największy lub sadówka podsadka (Clitopilus prunulus (Scop.) P. Kumm.) – gatunek grzybów należący do rodziny dzwonkówkowatych (Entolomataceae).

## Systematyka i nazewnictwo
Pozycja w klasyfikacji według Index Fungorum: Clitopilus, Entolomataceae, Agaricales, Agaricomycetidae, Agaricomycetes, Agaricomycotina, Basidiomycota, Fungi.
Po raz pierwszy takson ten zdiagnozował w 1772 r. Scopoli nadając mu nazwę Agaricus prunulus. Obecną, uznaną przez Index Fungorum nazwę nadał mu w 1871 r. P. Kumm., przenosząc go do rodzaju Clitopilus. Synonimy naukowe:

- Agaricus orcella Bull. 1793
- Agaricus prunulus Scop. 1772
- Clitopilus orcella (Bull.) P. Kumm. 1871
- Paxillopsis prunulus (Scop.) J.E. Lange 1940
- Paxillopsis prunulus (Scop.) J.E. Lange 1939
- Clitopilus prunulus var. amarus Joss. 1941
- Clitopilus prunulus var. pinetorum Sacc. 1915
- Clitopilus prunulus (Scop.) P. Kumm.1871 var. prunulus
- Paxillopsis prunulus (Scop.) J.E. Lange 1939
- Paxillopsis prunulus (Scop.) J.E. Langel 1940
- Paxillus prunulus var. orcella (Bull.) Quél. 1886
- Paxillus prunulus (Scop.) Fr. var. prunulus
- Pleuropus orcellus (Bull.) Gray 1821
- Pleuropus prunulus (Scop.) Murrill 1917

Polską nazwę zaproponował Władysław Wojewoda w 2003 r. W polskim piśmiennictwie mykologicznym gatunek ten opisywany był też jako majówka, podsadka, sadówka, rumieniak podsadka, sadówka (bedłka) podsadka.

## Morfologia
Kapelusz
Średnica 3–10 cm, w młodym wieku półkolisty, później łukowaty z zapadniętym środkiem, na koniec staje się lejkowaty. Brzegi zawsze podwinięte. Skórka biała lub białoszarawa, w stanie suchym naga i matowa, po deszczach trochę śluzowata.
Hymenofor
Blaszkowy, blaszki początkowo białe, później różowawe, gęste, niskie i nierównej długości, dość głęboko zbiegające na trzon.
Trzon
Wysokość 3–7 cm, grubość 8–18 mm, cylindryczny, pełny. Czasami wyrasta ekscentrycznie (tzn. nie na środku kapelusza). Jest włókniście żłobiony, oszroniony, a dołem zwężony. Kolor biały.
Miąższ
Biały, miękki i elastyczny, nie zmieniający zabarwienia po przekrojeniu. Smak nieznaczny, zapach przypomina świeżo zmieloną mąkę.
Wysyp zarodników
Różowawy. Zarodniki szerokowrzecionowate, o rozmiarach 10–14 × 5–6 µm.
Gatunki podobne
Często bywa mylony z kępkowcem białawym (Lyophyllum connatum). Może też być pomylony z trującą lejkówką liściową (Clitocybe phyllophila) lub również trującą dzwonkówką trującą (Entoloma sinuatum). Odróżnia się od nich silnie zbiegającymi blaszkami o różowawym odcieniu i charakterystycznym zapachem.

## Występowanie i siedlisko
Jest pospolity na półkuli północnej w strefie klimatu umiarkowanego. Występuje także w Ameryce Środkowej i Australii. W Polsce jest bardzo pospolity.
Naziemny grzyb saprotroficzny. Rozwija się w lasach liściastych i iglastych, głównie wśród mchów. Najczęściej występuje w bardziej oświetlonych miejscach lasu; na leśnych ścieżkach i drogach, na polankach. Wytwarza owocniki od lipca do listopada, prawie zawsze gromadnie.

## Znaczenie
Grzyb jadalny, jednak zbierany może być tylko przez bardzo doświadczonych grzybiarzy. Łatwo go bowiem pomylić z silnie trującymi białymi lejkówkami. Nadaje się do sosów, a także do suszenia. Ze względu na miękkość miąższu nie nadaje się do marynowania w occie.